# Agence pour les économies d'énergie
Pour les articles homonymes, voir AEE.
L'Agence pour les économies d'énergie (AEE) est un ancien établissement public français créé en 1974 et disparu en 1982 par sa fusion dans l'AFME. L'AFME deviendra elle-même l'ADEME en 1991.

## Histoire
À la suite du premier choc pétrolier de 1973 qui voit s'envoler le prix du baril de pétrole, le Conseil des ministres décide le 25 septembre 1974 de créer l'Agence pour les économies d'énergie. Le président Giscard d'Estaing, jugeant le fonctionnement de l'administration de l'État trop lourd et s'inspirant de l'exemple des États-Unis, met en place un dispositif « politico-administratif » original à l'époque. Il délègue ainsi la mise en œuvre de la nouvelle politique à une « agence d'objectifs » chargée d'agir à la place et au nom de l'État mais placée sous sa tutelle.
C'est ainsi qu'est créée l'AEE, sous forme d'un établissement public à caractère administratif, par un décret du 29 novembre 1974. Elle est transformée en établissement public à caractère industriel et commercial par le décret du 23 mars 1978.
L'AEE est soumise à la tutelle du ministère de l'Industrie et de la Recherche, dont le bureau est occupé à l'époque par Michel d'Ornano. Elle est administrée par un conseil d'administration présidé par le délégué général à l'énergie, appelé plus tard directeur général de l'énergie et des matières premières et est gérée par un directeur nommé par décret.

## Gouvernance
Présidents du conseil d'administration :
- ?-1978 : Paul Mentré, délégué général à l'énergie
- 1978-1982 : François de Wissocq[4],[3]

Directeurs :
- 1974-1978 : Jean Syrota[5]
- 1978-1981 : Jean Poulit[6]
- 1981-1982 : Pierre Cubaud[7]

## Moyens et actions
L'AEE connaît rapidement un fort succès et sa taille ne fait que croître : composée de 12 personnes à sa création, les effectifs atteignent une centaine de personnes en 1978 et 251 à la fin de l'année 1981 dont 72 dans les délégations interdépartementales de l'industrie et 25 dans les centres techniques de l'équipement. Le budget d'intervention passe quant à lui d'environ 31 MF en 1975 à 690 MF en 1981.
Une des grandes forces de l'AEE est sa politique de communication active faisant appel à tous les médias. Certains slogans sont restés dans les mémoires comme : « En France, on n'a pas de pétrole, mais on a des idées », ou encore la campagne « Chasse au gaspi » initié par Jean Poulit.
Jean Syrota, alors directeur de l'AEE, défend l'adoption de l'heure d'été auprès du gouvernement en affirmant qu'elle permettrait de réaliser des économies d'énergie considérables et de sensibiliser la population à ces économies de façon progressive. L'heure d'été est finalement adoptée le 28 mars 1976.

## Bilan
Le bilan énergétique de la politique menée par l'AEE est très satisfaisant : après une première phase de réduction rapide des consommations, liées à l'élimination des gaspillages de 1974 à 1976, l'accélération des économies d'énergie s'est stabilisée en 1977 et 1978 à un rythme annuel d'environ 1 million de tep supplémentaires par an, qui auraient été consommées si aucune mesure n'avait été prise.
En 1979, une accélération notable est obtenue grâce aux comportements plus économes qui répondent à la relance des actions de communication de l'AEE, et surtout au décollage des investissements d'économie d'énergie.

### Sources et bibliographie
- Damien Ferrero, « 22 novembre 1974 : création de l'Agence pour les économies d'énergie », C'était hier... Bulletin périodique de valorisation des archives de l'ADEME, no 1,‎ juin 2014, p. 1